# Filip Hološko
Filip Hološko (Piešťany, 17 januari 1984) is een Slowaaks betaald voetballer die bij voorkeur in de aanval speelt. Hij verruilde Sydney FC in juli 2017 voor Slovan Bratislava. Hološko debuteerde in september 2005 in het Slowaaks voetbalelftal, waarvoor hij sindsdien meer dan zestig interlands speelde.

## Clubcarrière
Hološko doorliep de jeugdopleiding bij AS Trenčín, maar dat zag geen basisspeler voor het eerste team in hem. FC Slovan Liberec gaf hem in buurland Tsjechië meer speelkansen, wat resulteerde in zijn eerste doelpunten op het hoogste niveau. Hološko trok er de aandacht van Manisaspor. Dat was net gepromoveerd naar de Süper Lig en haalde hem voor het seizoen 2005/06 naar Turkije.
Met Manisaspor eindigde Hološko twee seizoenen in de middenmoot. Halverwege zijn derde seizoen voor de ploeg, kwam hij een transfer per direct overeen met titelkandidaat Beşiktaş JK. Daarmee werd Hološko vervolgens in 2008/09 Turks landskampioen. Dat seizoen bereikte zijn aantal competitietreffers ook voor het eerst de dubbele cijfers.

## Clubstatistieken
| Seizoen | Club                     | Competitie     | Duels | Goals |
| ------- | ------------------------ | -------------- | ----- | ----- |
| 2001/02 | AS Trenčín               | Corgoň Liga    | 1     | 0     |
| 2002/03 | FC Slovan Liberec        | Gambrinus liga | 12    | 2     |
| 2003/04 | FC Slovan Liberec        | Gambrinus liga | 18    | 5     |
| 2004/05 | FC Slovan Liberec        | Gambrinus liga | 9     | 4     |
| 2005/06 | FC Slovan Liberec        | Gambrinus liga | 15    | 6     |
| 2005/06 | Manisaspor               | Süper Lig      | 17    | 4     |
| 2006/07 | Manisaspor               | Süper Lig      | 32    | 9     |
| 2007/08 | Manisaspor               | Süper Lig      | 16    | 8     |
| 2007/08 | Beşiktaş JK              | Süper Lig      | 16    | 7     |
| 2008/09 | Beşiktaş JK              | Süper Lig      | 30    | 10    |
| 2009/10 | Beşiktaş JK              | Süper Lig      | 18    | 6     |
| 2010/11 | → Istanbul BB            | Süper Lig      | 10    | 5     |
| 2010/11 | Beşiktaş JK              | Süper Lig      | 14    | 2     |
| 2011/12 | Beşiktaş JK              | Süper Lig      | 23    | 5     |
| 2012/13 | Beşiktaş JK              | Süper Lig      | 32    | 10    |
| 2013/14 | Beşiktaş JK              | Süper Lig      | 12    | 2     |
| 2014/15 | → Çaykur Rizespor (huur) | Süper Lig      | 25    | 2     |
| 2015/16 | Sydney FC                | A-League       | 24    | 10    |
| 2016/17 | Sydney FC                | A-League       | 28    | 8     |
| 2017/18 | Slovan Bratislava        | Fortuna Liga   | 18    | 8     |

## Interlandcarrière
Hološko kwalificeerde zich met het Slowaakse voetbalelftal voor het WK 2010. Bondscoach Vladimír Weiss nam hem daarop ook mee naar het hoofdtoernooi. Daar viel hij zowel in de eerste groepswedstrijd (1-1 tegen Nieuw-Zeeland) als in de tweede (0-2-verlies tegen Paraguay) in de tweede helft in als vervanger van Stanislav Šesták.

## Erelijst
| Competitie              | Aantal            | Jaren             |                   |                   |
| FC Slovan Liberec       | FC Slovan Liberec | FC Slovan Liberec | FC Slovan Liberec | FC Slovan Liberec |
| ----------------------- | ----------------- | ----------------- | ----------------- | ----------------- |
| Kampioen Gambrinus liga | 1×                | 2005/06           |                   |                   |
| Beşiktaş JK             |                   |                   |                   |                   |
| Kampioen Süper Lig      | 1×                | 2008/09           |                   |                   |
| Beker van Turkije       | 2×                | 2008/09, 2010/11  |                   |                   |
| Sydney FC               |                   |                   |                   |                   |
| Kampioen A-League       | 1×                | 2016/17           |                   |                   |
| ŠK Slovan Bratislava    |                   |                   |                   |                   |
| Kampioen Fortuna liga   | 1×                | 2018/19           |                   |                   |
| Beker van Slowakije     | 1×                | 2017/18           |                   |                   |